# 恩格尔绍夫
恩格尔绍夫是德国下萨克森州的一个市镇。总面积19.69平方公里，总人口766人，其中男性387人，女性379人（2011年12月31日），人口密度39人/平方公里。